# 婭拉·范克爾霍夫
娅拉·范克尔霍夫（荷蘭語：Yara van Kerkhof，荷蘭語發音：[ˈjaːraː vɑn ˈkɛrkɦɔf]，1990年5月31日—）生于祖特尔梅尔，是一名荷兰女子短道速滑运动员。她的姐姐桑内·范克尔霍夫（Sanne van Kerkhof）同样也是一名短道速滑运动员，在她父母和姐姐的鼓励下，她从2001年开始从事这项运动。2015年，她获得了荷兰年度最佳女运动员提名。
2017年6月，国际滑冰联盟称范克尔霍夫2015年至2016年期间的生物护照的其中两个参数存在异常，范克尔霍夫因此事不得不于2018年1月24日离开国家队训练营去参加听证会，此时距离2018年冬奥开幕仅有不到20天，尽管如此，她仍在冬奥期间摘得两面奖牌。同年4月底，国际反兴奋剂组织就生物护照一事向国际体育仲裁院提起上诉。